# Vladimir Gomelski
Vladimir Aleksandrovitsj Gomelski (Russisch: Владимир Александрович Гомельский) (Leningrad, 20 oktober 1953), is een voormalig basketbalspeler van het basketbalteam van de Sovjet-Unie. Heeft verschillende onderscheidingen gekregen waaronder Meester in de sport van de Sovjet-Unie in 1975 en Geëerde Coach van Rusland in 1986. In 1989 maakte Gomelski zijn debuut als een sport commentator. Sinds die tijd heeft hij gewerkt bij de kanalen Pervyj kanal, Rusland-1, 31-Channel en 7 TV. Sinds 2006 werkt hij bij het kanaal NTV-Plus, evenals commentator en adviseur bij Pervyj kanal. Vladimir is de zoon van basketbalcoach Aleksandr Gomelski en basketbalspeelster Olga Gomelskaja.

## Carrière
Gomelski begon zijn professionele loopbaan bij Boerevestnik Moskou in 1971. In 1972 ging hij spelen voor de "Legerploeg" van CSKA Moskou. Daarmee werd Gomelski drie keer Landskampioen van de Sovjet-Unie in 1973, 1974 en 1976. Ook won hij eenmaal de USSR Cup in 1973. In 1977 scheurde Gomelski zijn achillespees tijdens de wedstrijd tegen Dinamo Moskou.

## Coach
Gomelski begon als assistent coach onder hoofdcoach Joeri Selichov in 1980 bij CSKA Moskou. Na een jaar werd hij coach van de Groep van Sovjetstrijdkrachten in Hongarije, YUGV. In 1984 werd hij coach van SKA Kiev 2.

## Erelijst
- Landskampioen Sovjet-Unie: 3
  - Winnaar: 1973, 1974, 1976
  - Tweede: 1975
- Bekerwinnaar Sovjet-Unie: 1
  - Winnaar: 1973